# Ford Escort Van
Ford Escort Van – samochód dostawczy klasy kompaktowej produkowany przez amerykańską markę Ford w latach 1968 – 2002.

## Pierwsza generacja

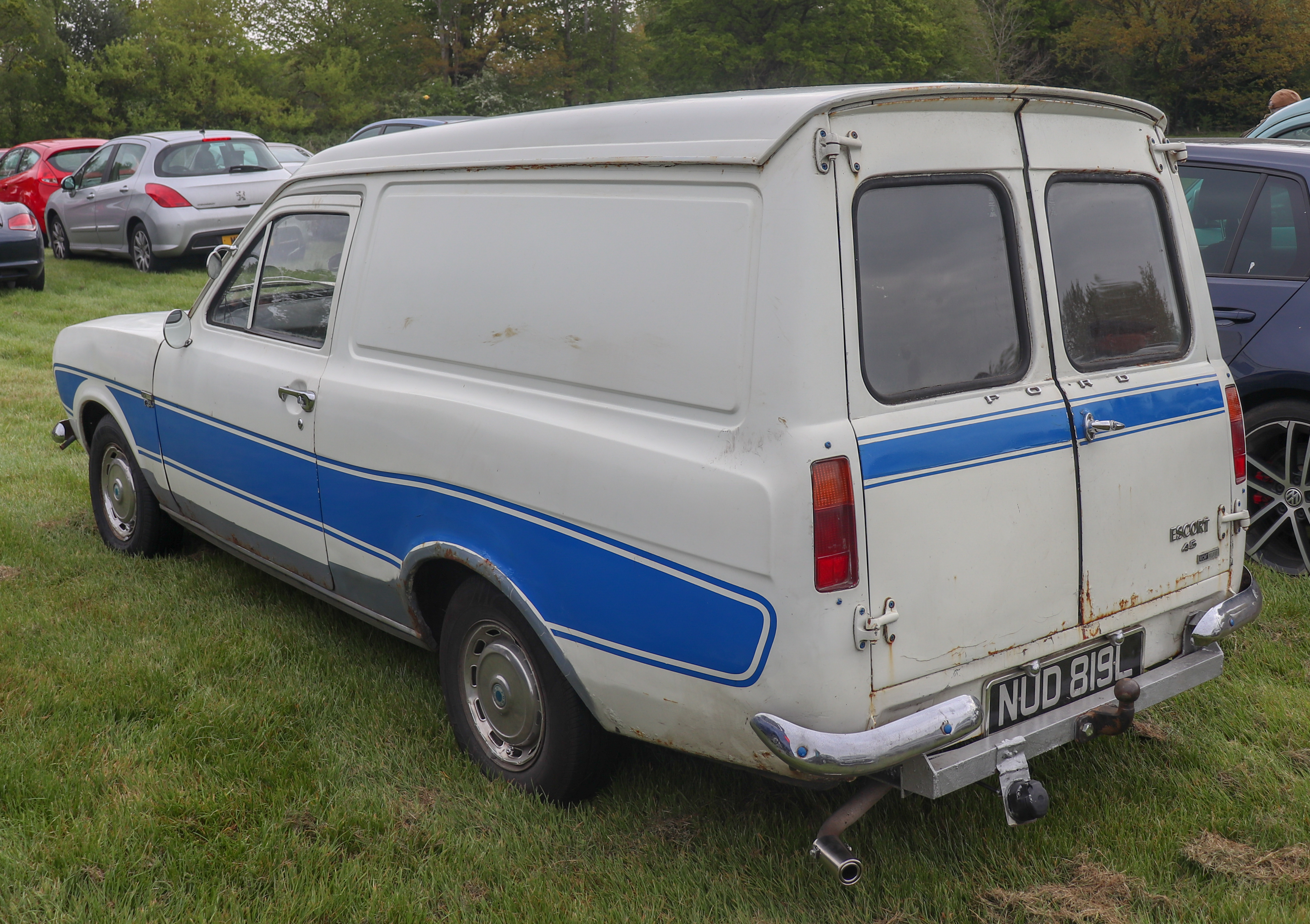
Ford Escort Van I - tył

Ford Escort Van I został zaprezentowany po raz pierwszy w 1968 roku.
Rok po rynkowym debiucie kompaktowego modelu Escort, europejski oddział Forda zdecydował się opracować na jego bazie samochód dostawczy Escort Van. Do linii przednich drzwi był on identyczny z osobowym Escortem, za to tuż za rzędem siedzeń wygospodarowano dużą, pozbawioną przeszklenia przestrzeń transportową. Charakteryzowała się ona wyżej położonym dachem, dzielonymi drzwiczkami dostępu i podłużnymi tylnymi lampami. Wyżej położona linia dachu opadała łagodnie ku kabinie pasażerskiej. 
Ford Escort Van I był produkowany z przeznaceniem zarówno na rynek Europy Zachodniej, jak i Australii i Nowej Zelandii.

### Silniki
- L4 1.1l Crossflow
- L4 1.3l Crossflow

## Druga generacja

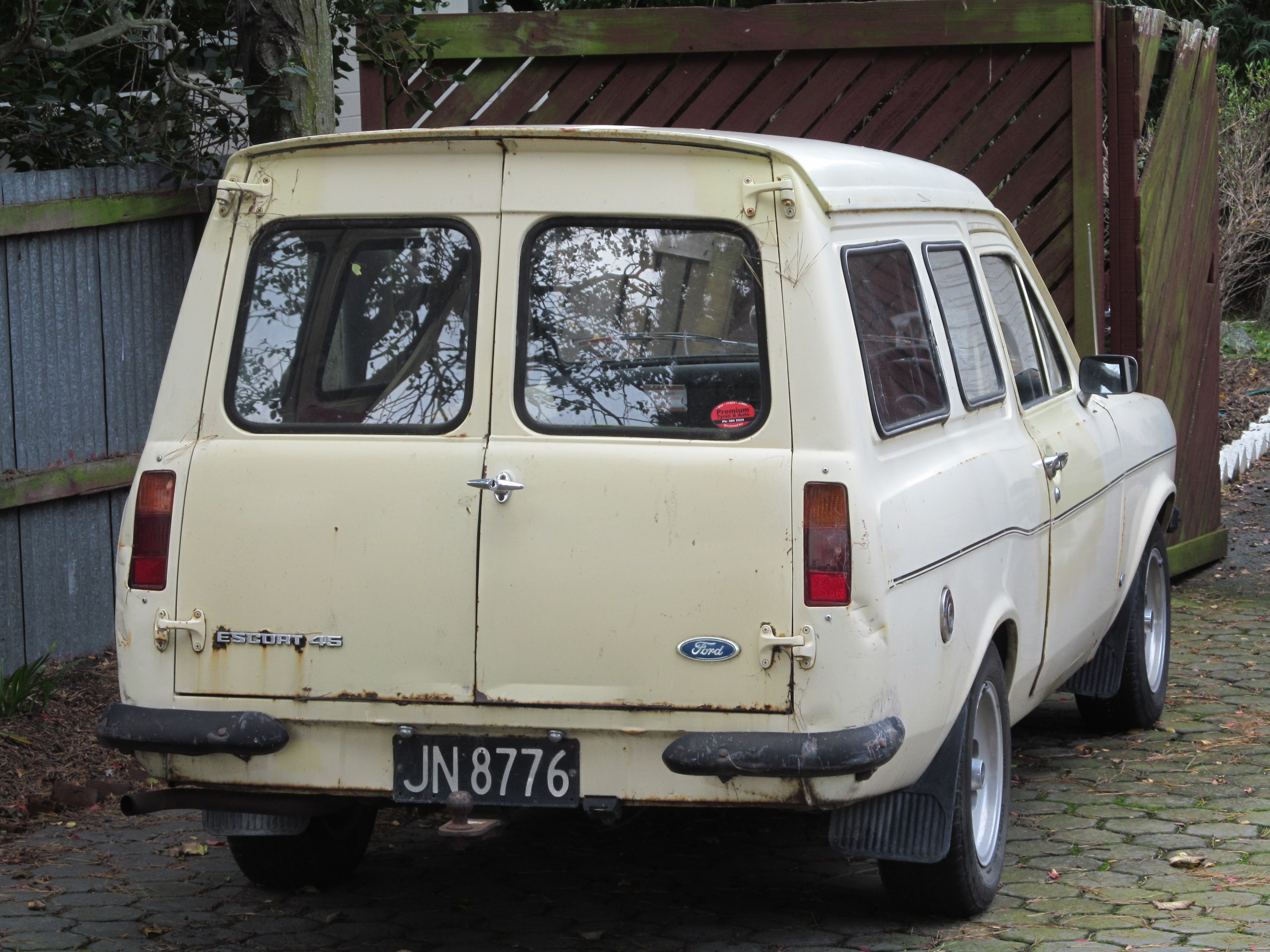
Ford Escort Van II - tył

Ford Escort Van II zaprezentowany został po raz pierwszy w 1974 roku. 
Podobnie jak podstawowy model Escort, także i model Escort Van powstał na głęboko zmodernizowanej bazie poprzednika. Furgon dzielił z pierwszą generacją jeszcze więcej wspólnych cech wyglądu, zachowując identyczny kształt przestrzeni transportowej i lamp, a także drzwi. 
Gruntownie zmienił się jednak wygląd przedniej części nadwozia, gdzie pojawiły się mniejsze reflektory, a także większa atrapa chłodnicy obejmująca oświetlenie. Druga generacja dostawczego modelu Forda zyskała inny kokpit i wystrój wnętrza.

### Silniki
- L4 1.1l Crossflow
- L4 1.3l Crossflow

## Trzecia generacja

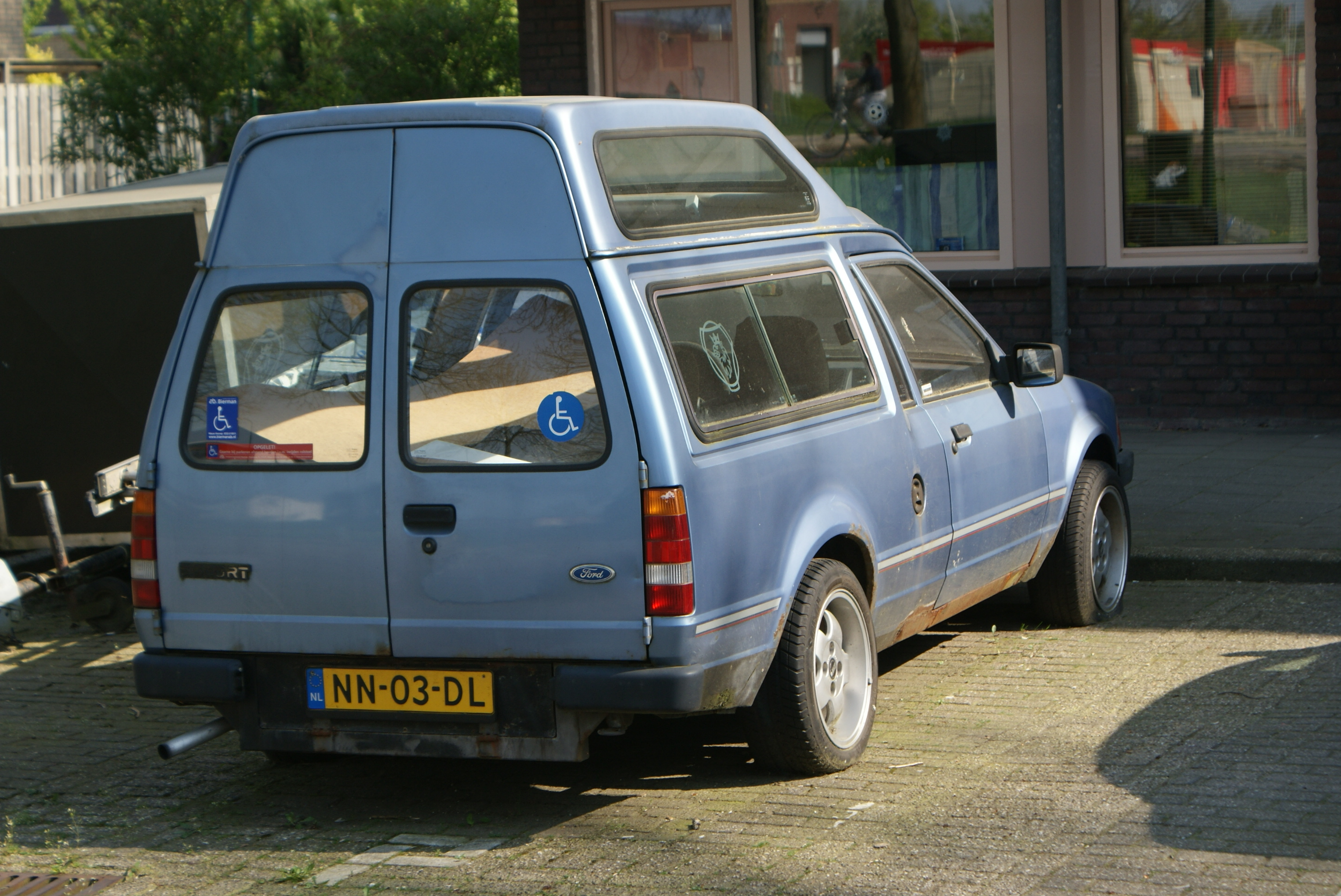
Ford Escort Van III - tył

Ford Escort Van III został zaprezentowany po raz pierwszy w 1980 roku.
Razem z gruntowną modernizacją Forda Escorta, który powstał na nowej platformie i zyskał większe nadwozie, także i model Escort Van stał więc większy i otrzymał bardziej kanciaste proporcje nadwozia. Na rynkach Europy Zachodniej poza Wielką Brytanią i Irlandią, producent zdecydował się sprzedawać model pod odrębną nazwą Ford Express. Przestrzeń transportowa stała się przestronniejsza i niżej osadzona.

### Silniki
- L4 1.1l Kent
- L4 1.3l CVH
- L4 1.6l CVH

## Czwarta generacja

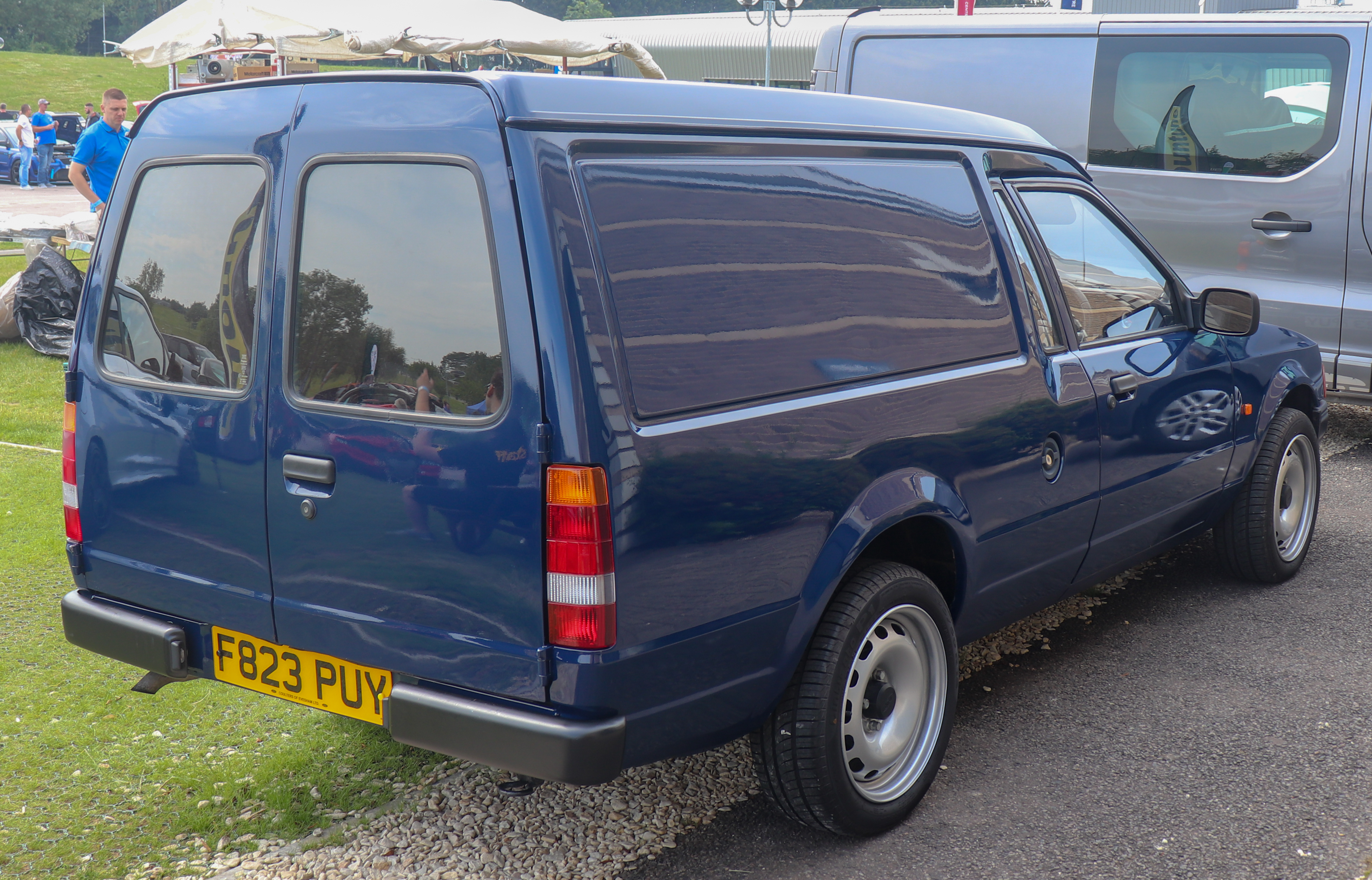
Ford Escort Van IV - tył

Ford Escort Van IV została zaprezentowana po raz pierwszy w 1986 roku.
Czwarta generacja Escorta Van była de facto jedynie obszernie zmodernizowanym poprzednikiem. Samochód zyskał nowy wygląd pasa przedniego, z większym plastikowym zderzakiem i mniejszą atrapą chłodnicy. 
Maska stała się większa, a znaczek znalazł się na jej krawędzi zamiast na grillu. Ponadto przemodelowany został kształt reflektorów, a także wystrój kokpitu. Bez zmian pozostał wygląd tylnej części nadwozia, a także przedziału transportowego, który zachował takie same wymiary jak poprzednik.

### Silniki
- L4 1.1l Kent
- L4 1.3l CVH
- L4 1.6l CVH

## Piąta generacja

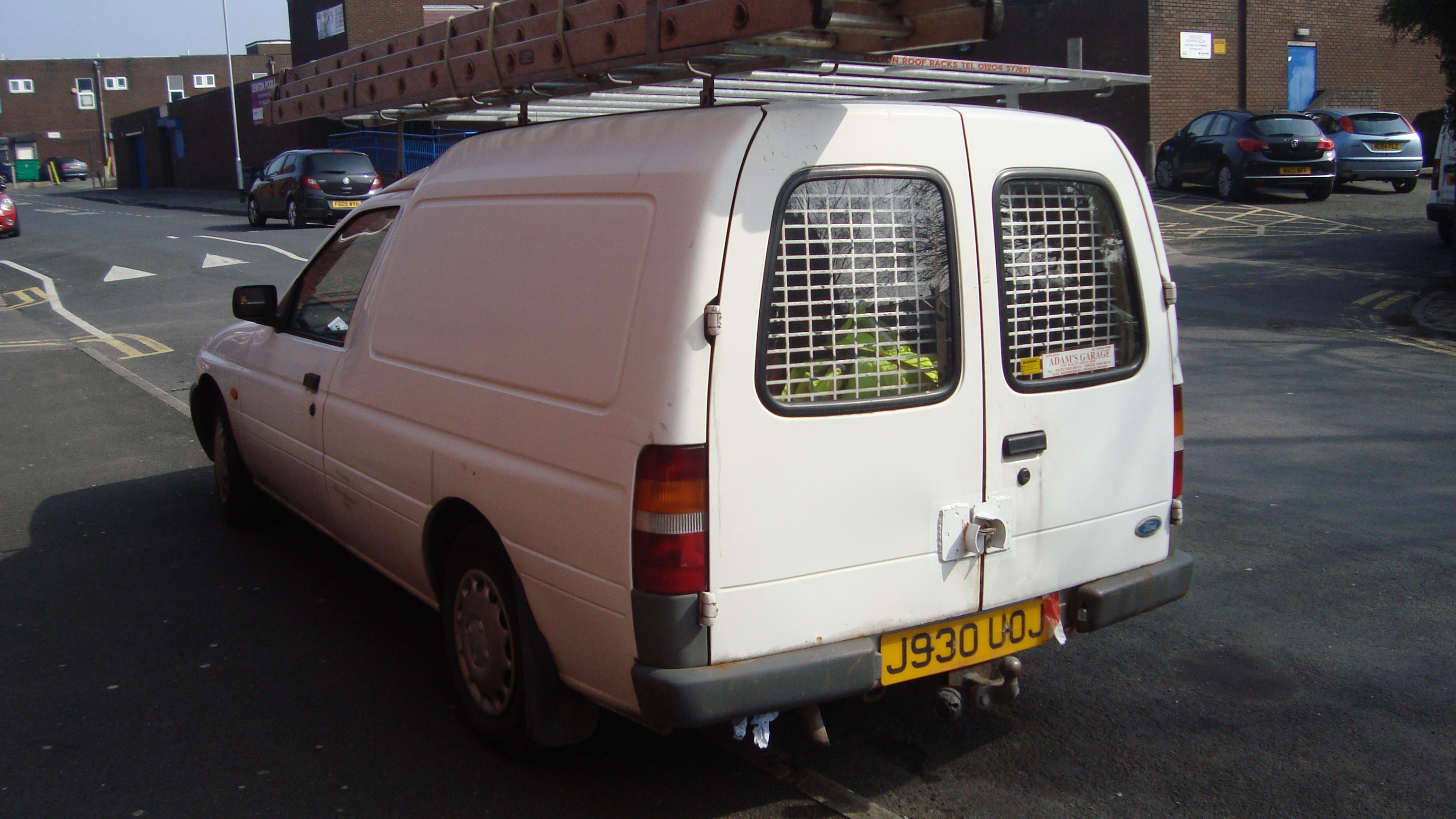
Ford Escort Van V - tył

Ford Escort Van V został zaprezentowany po raz pierwszy w 1990 roku.
Piąta generacja Escorta Van została zbudowana na nowej platformie, podobnie jak podstawowy Ford Escort zyskując zaokrąglone kształty nadwozia i większy przedział transportowy. Samochód zyskał dłuższą, a także szerszą karoserię, co przełożyło się na lepsze parametry użytkowe. Nadwozie zyskało charakterystyczne przetłoczenie biegnące przez nadwozie i nową gamę jednostek napędowych.

### Silniki
- L4 1.2l HCS
- L4 1.3l CVH
- L4 1.5l CVH

## Szósta generacja

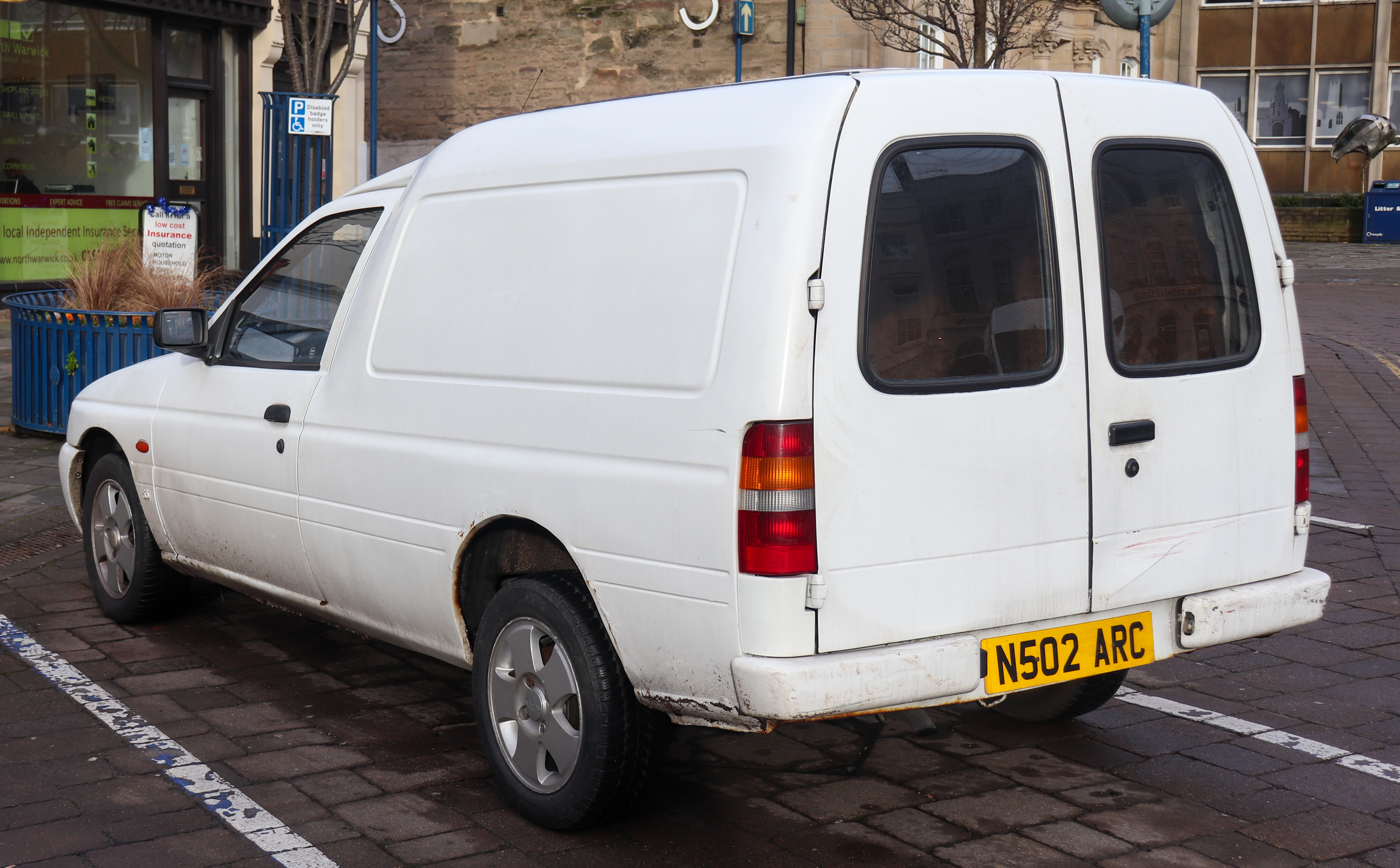
Ford Escort Van VI - tył

Ford Escort Van VI został zaprezentowany po raz pierwszy w 1995 roku.
Podobnie jak w przypadku czwarte generacji kompaktowego modelu dostawczego Forda, szósta i ostatnia generacja Escorta Van była jedynie głęboko zmodernizowanym poprzednikiem zyskując nowy wygląd pasa przedniego. Pojawił się inny kształt reflektorów z zaokrąglonymi wewnętrznymi krawędziami, a także owalna atrapa chłodnicy.

### Koniec produkcji i następca
W przeciwieństwie do Ford Escort wycofanego z rynku w lipcu 2000 roku, model Escort Van był produkowany dwa lata dłużej aż do 2002 roku. W tym samym roku przedstawiono zupełnie nowy model będący niezależną konstrukcją typu kombivan Transit Connect. 

### Silniki
- L4 1.2l HCS
- L4 1.3l CVH
- L4 1.5l CVH